# Chlewiska (powiat siedlecki)
Chlewiska – wieś w Polsce położona w województwie mazowieckim, w powiecie siedleckim, w gminie Kotuń. Ma status sołectwa. Leży 2 km na południe od Kotunia. 
Wierni Kościoła rzymskokatolickiego należą do parafii Świętej Trójcy w Żeliszewie Podkościelnym.
W Chlewiskach znajduje się zabytkowy dworek nabyty niegdyś przez wdowę po Władysławie Reymoncie za pieniądze otrzymane przez pisarza za zdobycie literackiej nagrody Nobla. Obecnie jest to Dom Pracy Twórczej Reymontówka. 
W latach 1975–1998 miejscowość należała administracyjnie do województwa siedleckiego.